# Don Aliquo
Don Aliquo, Jr. (* 1960 in Pittsburgh) ist ein US-amerikanischer Jazz-Saxophonist (Tenor- und Baritonsaxophon), Hochschullehrer und Bandleader.
Aliquo wuchs in einer musikalischen Familie in den Suburbs von Pittsburgh auf; sein Vater ist der Tenorsaxophonist Don Aliquo, Sr., der in der regionalen Jazzszene bekannt ist. Aliquo Junior spielte zu Beginn seiner Karriere in seiner Heimatstadt mit dem Schlagzeuger Roger Humphries. Danach war er Mitglied der Tommy Dorsey Band (Ghost Band), kurz als Baritonsaxophonist bei Buddy Rich, dann in der Keystone Rhythm Band und Roger Humphries’ Band RH Factor. Er studierte zunächst Musikpädagogik an der Duquesne University in Nashville, Tennessee, u. a. bei George Garzone und Eric Kloss, am Berklee College of Music und erwarb den Master of Arts. Ab 1999 ist er als Hochschullehrer in der nahe gelegenen Middle Tennessee State University tätig, wo er mit dem Pianisten Dana Landry einen Jazz-Studiengang aufbaute, den er leitet. 2002 erschien sein Debütalbum Another Reply. In Nashville arbeitete er u. a. mit Musikern wie Gary Burton, Greg Osby, Rufus Reid, Pete Christlieb, Scott Robinson und Marvin Stamm.

## Diskographische Hinweise
- Another Reply (Consolidated Artists, 2002)
- Journey Home (Summit, 2006) mit Dana Landry
- Affinity Trio (Affinity, 2010) mit Jeff Coffin
- Jazz Folk (Young Warrior, 2010)